# Pampa Colorada
Pampa Colorada är en slätt i Chile.   Den ligger i regionen Región de Antofagasta, i den nordöstra delen av landet, 1 100 km norr om huvudstaden Santiago de Chile.
Trakten runt Pampa Colorada är ofruktbar med lite eller ingen växtlighet. Trakten runt Pampa Colorada är nära nog obefolkad, med mindre än två invånare per kvadratkilometer.